# 伍瑞卿
伍瑞卿（1911年—2004年），中国人民解放军将领、中国人民解放军开国少将。
曾任政治学院院务部部长。1955年，授予中国人民解放军少将。